# نادي المقاولون العرب موسم 2013–14
موسم 2013–2014 هو الموسم الـ 33 لفريق المقاولون العرب في الدوري المصري الممتاز والموسم الـ 9 على التوالي في الدوري الممتاز منذ عودته للدوري مرة أخرى في موسم 2005–2006. وشارك الفريق في الدوري المصري الممتاز ، ولكنه خرج من كأس مصر في الدور الثاني.

## الترتيب
| الترتيب | النادي           | ل  | ف  | ت  | خ | له | عليه | ±  | ن  | ملاحظات                        |
| ------- | ---------------- | -- | -- | -- | - | -- | ---- | -- | -- | ------------------------------ |
| 2       | سموحة            | 20 | 10 | 5  | 5 | 24 | 20   | 4  | 35 | تأهل إلي دورة تحديد بطل الدوري |
| 3       | الاتحاد السكندري | 20 | 7  | 10 | 3 | 20 | 17   | 3  | 31 |                                |
| 4       | المقاولون        | 20 | 7  | 9  | 4 | 27 | 17   | 10 | 30 |                                |
| 5       | الجونة           | 20 | 7  | 5  | 8 | 17 | 16   | 1  | 26 |                                |
| 6       | الداخلية         | 20 | 5  | 10 | 5 | 18 | 19   | –1 | 25 |                                |

## كأس مصر

### الدور الأول
| 19 مايو 2014 | المقاولون العرب                                                                                  | 4–0 | شباب الضبعة | استاد المقاولون العرب |
| 16:00        | محمد فضل 16' (ضربة رأس)، 39' (بالقدم اليمنى)، 66' (بالقدم اليمنى) · محمد رزق 51' (بالقدم اليمنى) |     |             | الحكم: عمرو جلال      |

### دور الـ 16
| 21 يونيو 2014 | المقاولون العرب                                | 1–2 | وادي دجلة                                         | استاد المقاولون العرب |
| 17:00         | محمد فاروق 4' (بالقدم اليمنى) · محمد فضل ، 86' |     | مصطفى طلعت 42' (ركلة.) · مهاب سعيد 78' (ضربة رأس) | الحكم: كامل محمد كامل |